# ФСК (группа компаний)
Группа компаний ФСК (ГК ФСК, до 2019 года — финансово-строительная корпорация «Лидер», ФСК «Лидер») — частная инвестиционно-строительная компания, специализируется на жилой и коммерческой недвижимости. Основана в 2005 году, основатель и президент — Владимир Воронин, штаб-квартира расположена в Москве. Согласно данным Единого ресурса застройщиков, ГК ФСК входит в десятку крупнейших российских девелоперов по объёмам строящейся недвижимости и вводу жилья в эксплуатацию, занимает шестую позицию среди крупнейших застройщиков Москвы (на 2025). С 2020 года находится в перечне системообразующих организаций в сфере строительства и ЖКХ. Число сотрудников по данным 2021 года — 16 тысяч человек. На 2023-й реализует проекты в Москве, Санкт-Петербурге, Московской, Ленинградской и Калужской областях, Краснодарском крае и Дальневосточном округе.

## История

### ФСК «Лидер»
Основатель компании Владимир Воронин — сын Александра Воронина, который с советских времён занимал высокие должности в исполкоме Моссовета, а в начале 2000-х возглавил строительно-промышленную корпорацию (СПК) «Развитие», созданную в том числе на базе «Главмосстроя». В 2005-м Александр был вынужден продать СПК «Развитие» структурам Сулеймана Керимова, после чего отошёл от дел. Оборот компании в тот момент превышал $1 млрд. К 2005 году Владимир Воронин имел строительный и управленческий опыт: в тресте «Мосстрой-6» поднялся от прораба до начальника участка, был финансовым директором «Главмосстроймонолита», после помогал отцу с СПК. После рейдерского захвата «Развития» Владимир основал собственную компанию — финансово-строительную корпорацию (ФСК) «Лидер». Сначала компания занималась инвестициями в недвижимость, потом вернулась на рынок девелопмента, выступала генподрядной организацией при строительстве дорог и мостов в Москве, помогала достраивать проблемные объекты в области. В 2011 году выручка составляла 19,5 млрд рублей. А в 2015 году компания вошла в десятку крупнейших девелоперов России по продаже квартир.
С 2010 года значимым рабочим направлением ФСК «Лидер» была достройка проблемных объектов по всей России. Так, по поручению губернатора Московской области были достроены 10 домов микрорайона «Новый Раменский» (Раменки) и ЖК «Гагаринский» (Жуковский). К 2016 году силами «Лидера» было завершено строительство 15 домов и 3 детских садов. А инвестиции компании в эти проекты с 2010 по 2017-й составили более 11 млрд рублей. По данным Единого ресурса застройщиков (ЕРЗ), в 2018 году ФСК «Лидер» возглавила список девелоперов, достраивающих проблемные объекты.
Над региональными проектами работают дочерние компании ГК ФСК. С 2008 года девелопер пришёл на строительный рынок Калуги, в портфеле компании несколько ЖК и достроенный отель бренда «Шератон». Первый объект в Южном ФО — ЖК «Столичный квартал» в Геленджике — начали строить в 2011-м и сдали в 2016-м.
С 2015 года компания начала деятельность в Северо-Западном регионе со строительства ЖК «Светлановский» в Ленобласти. С 2016-го в Петербурге построены в частности ЖК возле метро «Комендантский проспект», на территории сети «Метрика» в Шушарах и кварталы на Московском шоссе и в Пушкинском районе. Среди активов компании на 2023 год 30 га земли на Московском шоссе и в Пушкинском районе, площадь для ЖК на Новгородской улице — недалеко от Смольного института, где расположена администрация города.
В конце 2020-го «ФСК Северо-Запад» приобрела территорию бывшего НИИ целлюлозно-бумажной промышленности вместе с историческим зданием, расположенным на 2-м Муринском проспекте. Проект предполагаемой застройки этой территории вызвал резонанс у местных градозащитников. Куйбышевский районный суд приостановил разрешение, выданное Госстройнадзором на строительство жилого дома на этом участке. В 2020-м Санкт-Петербургский горсуд подтвердил отказ включить здание ВНИИ в перечень выявленных памятников, что даёт право на застройку этой площади.
В 2022-м дочерняя компания ФСК «Регион», развивающая проекты вне столиц, приобрела первый земельный участок во Владивостоке. ГК ФСК заключила с Корпорацией развития Приморского края на ПЭФ 2022 соглашение о намерении построить 30 тыс. м² недвижимости во Владивостоке.

### ГК ФСК
В интервью «Ведомостям» Владимир Воронин отмечал, что специально выстраивал структуру компании без консолидации на одном юрлице, чтобы актив был не интересен потенциальным рейдерам. Однако в марте 2019 года ФСК «Лидер», занимавшая тогда по данным ЕРЗ 7-е место в рейтинге девелоперов жилья России, объединила свои 50 юрлиц в одну управляющую компанию и сменила название на «Группа компаний ФСК» (ГК ФСК). Девелопер рассчитывал, что прозрачная структура бизнеса поможет получить рейтинги международных агентств и привлечь проектное финансирование. Кроме того, изменения были продиктованы более жёсткими требованиями обновлённого Федерального закона № 214-ФЗ, применяемого к деятельности строительных организаций.
В 2016 году девелопер выкупил за долги 97 % акций крупнейшего московского производственного предприятия ДСК-1 (производит панельные блоки). На 2015 год задолженность предприятия составляла по меньшей мере 12,8 млрд рублей, вскоре после этого приобрёл у ЛСР ещё один комбинат — ЖБИ-6. В феврале 2019 года финансовый управляющий бывшего владельца ДСК-1 подал в Арбитражный суд Москвы заявление о признании сделки по продаже акций комбината недействительной. Он требовал вернуть акции или взыскать полную стоимость бумаг. Суд накладывал арест на акции компании, но уже в мае следователи Московской области установили факт мошенничества с документами комбината до продажи его девелоперу, в декабре суд снял арест с акций. У ГК ФСК было предложение о развитии территорий комбината, с которым она обратилась к московским властям ещё в 2016-м: планировалось перенести производственные мощности ДСК-1 из Красной Пресни и Хорошёво на заводы железобетонных конструкций в Ростокино и Тушино, а долги предприятия погасить за счёт застройки освободившихся территорий, ГК ФСК потратила на модернизацию объекта 2,6 млрд рублей. В августе 2019-го мэрия Москвы присвоила заводу «ДСК-1 Ростокино» статус инвестиционного приоритетного проекта, что подразумевает существенные налоговые льготы.
Летом 2022 года Владимир Воронин выкупил стекольные заводы американской компании Guardian Glass, расположенные в Ростове и Рязани. Стоимость сделки не раскрывается. Заводы Guardian были одними из крупнейших производителей листового стекла, стекла с покрытием и зеркал на территории СНГ. По данным СПАРК, выручка предприятия в 2021 году составила 8,3 млрд рублей. С августа 2022-го производство работает под брендом Larta Glass.
В августе 2022 года девелопер вернулся на рынок малоэтажной недвижимости в Московской области: первый коттеджный поселок Vita Verde на Дмитровском шоссе был построен ещё в 2014-м. ГК ФСК совместно с Kaskad Family — одним из крупнейших подмосковных игроков в сегменте строительства малоэтажного жилья и объектов ИЖС — создали компанию ФСК «Каскад».
В декабре 2022 года ГК ФСК получила разрешение на строительство бизнес-центра на северо-западе Москвы, где будет расположена новая штаб-квартира девелопера. Инвестиции в проект оцениваются в 7,4 млрд рублей.
В ноябре 2023 года ГК ФСК стала новым владельцем российского бизнеса бельгийской Sibelco. В сделку вошли завод по добыче и производству глины под Воронежем, а также промплощадки в Московской и Новгородской областях и торговый дом в Санкт-Петербурге.
В ноябре 2024 года в ГК ФСК произошли изменения системы корпоративного управления. Владимир Воронин, основной акционер группы, стал председателем совета директоров ГК ФСК. 

### Диверсификация
Девелопер диверсифицирует бизнес за счёт проектов в других отраслях: семейные клиники «АВС-медицина», расположенные в собственных микрорайонах; строительство апарт-отелей (например, Zoom в Санкт-Петербурге) и регистрация собственной управляющей компании для них.
В 2021-м РБК поставил ГК ФСК на 2-е место по уровню цифровизации среди первой сотни застройщиков по объёмам ввода жилья. В сентябре 2022-го ГК ФСК выкупила 70 % бизнеса оператора связи «Филанко» (бренд «Ситителеком»). С 2021 года ФСК и «Филанко» реализуют проект совместного IT-технопарка «Лидер» размером 20 тыс. м² с офисами, коворкингами и дата-центром DataHouse.ru.

## Структура компании
В структуру ГК ФСК входят собственные производства, региональные подразделения и профильные технические компании: ДСК-1, ЖБИ-6, заводы по производству стекла Larta Glass, компания по строительству загородного малоэтажного и индивидуального жилья ФСК «Каскад» (80 %), ФСК «Регион» и ФСК «Лидер Северо-Запад», поставщик строительных материалов «Группа Партнёр», «Монолитное строительное управление — 1» (МСУ-1 вошёл в состав группы компаний ФСК в 2006 году), IT-компания «Филанко» (70 %).

## Рейтинги и показатели
В 2019 году российское рейтинговое агентство АКРА впервые присвоило девелоперу кредитный рейтинг BBB+(RU) со стабильным прогнозом. В 2021-м АКРА повысило рейтинг до А-(RU) по показателям долговой нагрузки, рентабельности и ликвидности, рейтинг подтверждён в 2022-2024 годах).
| Название             | 2013 год | 2014 год | 2015 год | 2016 год | 2017 год | 2018 год | 2019 год | 2020 год | 2021 год | 2022 год | 2023 год |
| -------------------- | -------- | -------- | -------- | -------- | -------- | -------- | -------- | -------- | -------- | -------- | -------- |
| Выручка, млрд рублей | ▲32      | ▲40      | ▲62      | ▼59      | ▲77      | ▲96      | ▲111,6   | ▲113,2   | ▲129,7   | ▲174     | 262,7    |

По объёмам строящейся недвижимости в 2018-м Дом.рф поставил ФСК «Лидер» на 5 место среди российских девелоперов. В том же году, согласно оценке Единого ресурса застройщиков (ЕРЗ), компания была на 2 месте по объёмам ввода жилья. В ноябре 2022-го ГК ФСК замыкала пятёрку по объёму текущего строительства в России — 1,37 млн м² (17 ЖК, 41 многоквартирный дом и 1 комплекс с апартаментами), а общая площадь сданных застройщиком объектов с 2005 по 2023 год составила 12,1 млн м².
В столичный рейтингах ГК ФСК в декабре 2021-го была в тройке лидеров на рынке высотного строительства. В октябре 2022 года занимала 4 место среди «девелоперов Старой Москвы».
ГК ФСК с 2011 года присутствует в рейтинге Forbes 200 крупнейших непубличный российских компаний и переместилась со 146 места (2011) на 81 (2021), в списке крупнейших предприятий России «Эксперт-400» поднялась со 155 (2020) на 127 место (2022), в рейтинге крупнейших по выручке российских компаний «РБК 500» с 143 места (2015) добралась до 130 (2021).
Forbes более десяти раз отмечал ГК ФСК в своих рейтингах. Так, в 2019-м медиахолдинг поставил девелопера на 7 место в сотне крупнейших строительных компаний по объёму ввода жилья (за 2016—2018 годы по данным ЕРЗ). В 2020-м компания дебютировала в рейтинге лучших работодателей, другие застройщики в итоговый список не попали. По оценке Forbes, за 2020-21 годы ГК ФСК заняла 2 место по выручке среди всех российских девелоперов. В 2022-м возглавила рейтинг уверенности российских застройщиков массового жилья, ежегодно обновляемый Forbes, а также оказалась на 9 месте по совокупной стоимости жилья, выставленного на продажу — 66,8 млрд рублей.
ГК ФСК 2023 году увеличила консолидированную выручку в 1,5 раза по сравнению с результатом прошлого года, до 262,7 млрд рублей, говорится в сообщении компании.
При этом продажи компании составили 153,4 млрд рублей. Компания реализовала 685,8 кв. метров недвижимости (рост на 60%). Доля ипотечных сделок - 83%..

## Награды и признание
Группа компаний, её проекты и сотрудники много раз были отмечены престижными российскими и международными премиями в области строительства. В 2007 году Российский и Московский фонды защиты прав потребителей наградили ФСК «Лидер» «За активное участие в формировании цивилизованного рынка недвижимости». Премию Urban Awards получали ЖК «Поколение» (2017), апарт-комплекс «Движение. Тушино» и ЖК «Датский квартал» (2020), ЖК «Рихард» (2022), ЖК «Сидней Сити» (2023).
Международные премии:
- European Property Awards 2018 получили квартал «Скандинавский» в номинации «Архитектура многоквартирных домов» и комплекс «Дыхание» в номинации «Интерьеры общественных пространств»[67][86].
- ЖК «Рихард» в 2019-м взял две международные награды — European Property Awards категории «Высотная архитектура»[87] и премию «Рекорды рынка недвижимости» в номинации «Инвестиционный объект № 1»[88].